# Axioma de Arquímedes

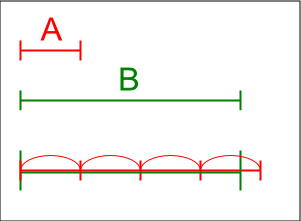
Ilustración del axioma de Arquímedes.

El axioma de Arquímedes (llamado así en honor al matemático griego Arquímedes y también conocido como axioma de Arquímedes-Eudoxo) es un antiguo enunciado que forma parte de los axiomas llamados de continuidad. De manera informal, se puede expresar como la propiedad de no tener elementos infinitamente grandes ni infinitamente pequeños. Presente en los Elementos de Euclides, este axioma se inscribe dentro del campo de estudio de la geometría sintética. En un sentido moderno, se le llama arquimediano a estructuras matemáticas cuyos elementos verifican una propiedad análoga al axioma de Arquímedes.

## Antiguas formulaciones
El axioma de Arquímedes es una propiedad utilizada desde la Antigüedad. Se aplica a magnitudes que guardan una proporción entre ellas.
Del libro V de los Elementos de Euclides:
| Las magnitudes se dice que guardan una razón entre ellas si, multiplicadas, estas magnitudes pueden excederse mutuamente. |

Arquímedes atribuye de hecho este axioma a Eudoxio de Cnido, quien es presumiblemente el autor de los libros V y XII de los Elementos. El axioma se aplica a longitudes, áreas, volúmenes, ángulos rectos. Esta propiedad es utilizada en el libro V para definir la noción de proporción entre magnitudes. Permite demostrar la proposición 1 del libro X, que es frecuentemente utilizada en el método de exhausción:
| Dadas dos magnitudes desiguales, si se corta de la mayor una parte más grande que su mitad, si se corta del resto una parte más grande que su mitad, y si se continúa de este modo sucesivamente, quedará una magnitud que será más pequeña que la menor de las dos magnitudes dadas [originalmente]. |

## Axiomas de continuidad
El matemático alemán David Hilbert expone, en sus fundamentos de la geometría (1899), una formulación moderna del axioma de Arquímedes, que es el primer axioma de continuidad (axioma V.1):
| Sean dos segmentos AB y CD tales que C es diferente de D. Entonces existe un entero n, y n puntos A1, ..., An de la recta que contiene al segmento AB, tales que Aj se sitúa entre Aj-1 y Aj+1 si 2 ≤ j < n - 1, AjAj+1 es congruente a CD si 1≤ j <n - 1, A se confunde con A1 y B se sitúa entre A y An. |

## Propiedad arquimediana
En álgebra abstracta y análisis, la propiedad arquimediana es una propiedad que poseen ciertas estructuras algebraicas, como por ejemplo algunos grupos o cuerpos ordenados o normados. De manera informal, es la propiedad de no poseer elementos "infinitamente grandes" o "infinitamente pequeños".
Una estructura algebraica en la cual dos elementos no-nulos son comparables, en el sentido que ninguno de ellos es infinitesimal con respecto al otro, se dice que es arquimediano. Inversamente, una estructura que contenga dos elementos no-nulos, uno de los cuales es infinitesimal con respecto al otro, se llama no-arquimediano. Por ejemplo, el cuerpo de los números reales es arquimediano, mientras que el de las funciones racionales es no-arquimediano.

## Ejemplos
Propiedad arquimediana de los números reales viene expresada por:
| Si {\displaystyle y\ } es un número real arbitrario y {\displaystyle x>0\ } entonces existe un entero positivo {\displaystyle n\ } tal que {\displaystyle nx>y\ }. |

### Grupo
Sea (G,+,≤) un grupo conmutativo totalmente ordenado.
(G,+,≤) verifica el axioma de Arquímedes (o es arquimediano) si y solo si:
para cualesquiera elementos a > 0 y b ≥ 0 de G,  existe un número natural n tal que n × a ≥ b.
Formalmente, esto se escribe: {\displaystyle \forall (a,b)\in G^{2},(a>0,b\geq 0)\Rightarrow \exists n\in \mathbb {N} {\text{ tal que }}\underbrace {a+a+...+a} _{\text{n veces}}\geq b}

### Anillo
Sea (A,+,×,≤ ) un anillo totalmente ordenado.
(A,+,×,≤) verifica el axioma de Arquímedes (o es arquimediano) si y solo si el grupo conmutativo (A,+,≤) es arquimediano.

### Cuerpo
Sea (K,+,×,≤) un cuerpo totalmente ordenado.
(K,+,×,≤) verifica el axioma de Arquímedes (o es arquimediano) si y solo si el grupo conmutativo (K,+,≤) es arquimediano. Tal cuerpo es isomorfo a un subcuerpo del cuerpo de los reales (R,+,×,≤).
Se dice que un cuerpo ordenado K es arquimediano sobre un subcuerpo con el orden inducido F, si para todo β de K hay un y de F con |β| < y, donde se considera valor absoluto de β.

### Cuerpos no arquimedeanos
Algunos sistemas numéricos diferentes de los números reales forman un cuerpo no aquimedeano, donde la propiedad de Arquímedes no es válida. Un ejemplo de ellos son los números p-ádicos {\displaystyle \mathbb {Q} _{p}} que son una compleción del cuerpo de los números racionales {\displaystyle \mathbb {Q} } pero usando en lugar de la normal usual, una normal no arquimedeana.